# Bill Allen (Fußballspieler)
William „Bill“ Allen (* 22. Oktober 1917 in Newburn; † 21. Mai 1981 in Westerhope) war ein englischer Fußballspieler.

## Karriere
Allen kam im November 1937 aus der North-Eastern League von Throckley Welfare zum Zweitdivisionär FC Chesterfield, blieb dort aber weitestgehend auf das Reserveteam limitiert, das Innentrio in der ersten Mannschaft bildeten zu jener Zeit Peter Ramage, Dudley Milligan und Tom Lyon. Nach seinem Football-League-Debüt am 27. August 1938 bei einer 1:3-Auswärtsniederlage gegen den FC Millwall folgte im restlichen Saisonverlauf nur ein weiterer Einsatz.
Zur Saison 1939/40 wechselte Allen in die Third Division North zu York City und erzielte zum Saisonauftakt beide Treffer bei einem 2:2-Unentschieden gegen den FC Chester. Durch den Ausbruch des Zweiten Weltkriegs wurde die Saison nach dem dritten Spieltag abgebrochen und Allen, der während der Kriegshandlungen in der Armee diente, bestritt nur in den Spielzeiten 1939/40 (6 Einsätze/4 Tore) und 1945/46 (20/12) Partien für York in den kriegsbedingten Ersatzwettbewerben. Bei Wiederaufnahme des regulären Spielbetriebs zur Saison 1946/47 stand Allen erneut zum Saisonauftakt gegen Chester (gespielt wurde nach den Spielplänen der Saison 1939/40) in der Mannschaft und erzielte einen Treffer beim 4:4. Während er in der ersten Nachkriegssaison noch als Mittelstürmer oder Halbstürmer aufgeboten wurde und dabei 13 Saisontreffer erzielt hatte, rückte er im Laufe der Saison 1947/48 auf die Position des linken Außenläufers und gehörte dort drei Spielzeiten lang zum Stammpersonal.
Zur Spielzeit 1950/51 verstärkte sich der neu in die Football League aufgenommenen Klub Scunthorpe & Lindsey United mit dem erfahrenen Akteur. Allen bildete im ersten Football-League-Spiel der Vereinsgeschichte mit Dick Taylor und Joe McCormick die Läuferreihe; im weiteren Saisonverlauf verlor McCormick seinen Platz an Jack Hubbard und Allen rückte von der rechten auf die linke Seite. Ab Herbst 1951 wurden Einsätze von Allen sporadischer, auch beim Drittrundenspiel im FA Cup 1951/52 gegen den amtierenden Meister Tottenham Hotspur (Endstand 0:3) zählte er nicht zum Aufgebot. Am Saisonende verließ Allen den Klub und ließ seine Karriere im Non-League football bei Goole Town ausklingen.